# 阿波羅尼亞戰役
阿波羅尼亞戰役（Battle of Apollonia），是前220年塞琉古帝國安條克三世平定東方叛亂省份中一場決定性的戰役，戰場在米底西部的阿波羅尼亞附近。

## 背景
前223年，當安條克三世繼位為塞琉古帝國第六位國王後，開始挑選帝國東方省份的適當總督人選，任命莫倫為米底亞總督、莫倫兄弟亞歷山大為波西斯總督。幾年後，當安條克三世準備入侵動盪不安的托勒密埃及時，莫倫發動叛亂，亞歷山大也隨後加入。安條克三世立刻派遣將軍塞諾塔斯前去平亂，但塞諾塔斯於前221年時遭到莫倫軍擊敗，使莫倫成功占領塞琉西亞，並奪取整個巴比倫尼亞。
安條克三世因而決定親自討伐叛軍，大軍集結於幼發拉底河上游的阿帕米亞，往東方進軍到達美索不達米亞的安條克，在那休養40多天等待過冬。前220年，安條克三世繼續東進並渡過底格里斯河，此時竇拉遭到莫倫軍隊圍攻，安條克三世替竇拉解圍後，繼續往戰略要地阿波羅尼亞前進。
當莫倫了解到安條克三世逼近阿波羅尼亞時，擔心阿波羅尼亞失陷會造成自己與根據地米底亞的聯繫切斷，立刻自巴比倫尼亞回軍。當莫倫軍到達阿波羅尼亞附近時，安條克三世已搶先佔領阿波羅尼亞，並往莫倫軍方向前進迎敵，兩軍在阿波羅尼亞附近展開會戰。

## 佈署
儘管莫倫擁有龐大的軍隊，但忠誠度明顯不足，核心的重裝步兵多是希臘裔，他們傾向效忠塞琉古王室。故此，莫倫試圖發動夜襲，但遭到挫敗，兩軍於第二天早晨進行正規戰。
根據波利比烏斯記載，國王軍中央由9000名重裝步兵組成馬其頓方陣，中央方陣右方依序為希臘雇傭軍、加拉太傭兵和克里特弓兵，並把長槍騎兵安置在右翼外側。左翼外側為精銳的夥友騎兵，兩翼後方佈署一些步兵和騎兵做後備部隊，並把10頭戰象放置在戰列前沿，安條克三世親自指揮右翼，左翼由赫米亞斯和宙克西斯指揮。
因為昨夜夜襲失敗，使莫倫軍組織還有一些混亂，但在莫倫重組下恢復一些秩序和紀律。莫倫在兩翼外側安置東方式的輕騎兵，兩翼的輕裝步兵許多是弓兵和投石兵，中央方陣為重裝步兵和加拉太傭兵組成，在戰線前沿除了戰象外，還有刀輪戰車。莫倫指揮右翼，命其兄弟涅歐勞斯指揮左翼部隊來對付安條克三世。

## 戰鬥過程
戰鬥在雙方騎兵互相突擊開始，而戰役的決定性點在莫倫軍左翼，當莫倫軍左翼士兵發覺他們即將面對面與塞琉古國王作戰，立刻倒戈加入國王軍，而使莫倫軍中央的傭兵群起效法，儘管莫倫軍右翼的部隊依舊效忠莫倫，但這場戰役的勝負早已決定，為免自己遭受敵人的羞辱，莫倫自己在戰場上結束生命。安條克三世獲得勝利。

## 戰後局勢
成功在戰場上脫逃的莫倫兄弟涅歐勞斯，自知已不可能再與安條克三世對抗，逃至兄弟波斯總督亞歷山大處，未免族人落入安條克三世手中，把母親與莫倫孩子殺掉後自殺。安條克三世成功奪回米底和波西斯地區，並在歸途中暗殺掉惡名昭彰的大臣赫米亞斯後，返回敘利亞與托勒密埃及進行第四次敘利亞戰爭。